# Portia (Arkansas)
Portia è un comune degli Stati Uniti d'America, situato in Arkansas, nella contea di Lawrence.